# Meta Golding
Meta Golding (Port-au-Prince, 2 november 1971) is een Haïtiaans-Amerikaans actrice in zowel films als op televisie.

## Biografie
Golding is opgegroeid in verschillende landen namelijk: de Verenigde Staten, India, Haïti, Frankrijk en Italië. Tijdens haar jaren in Italië was ze kunstschaatser, nadat ze een blessure kreeg begon ze met acteren in het Italiaanse theater. Daarna ging ze terug naar de Verenigde Staten en haalde ze een diploma in 'Theatre Arts and International Relations' aan de Cornell universiteit.